# Saint-Loup-Terrier
Saint-Loup-Terrier [sɛ̃ lu tɛʁje] ist eine Gemeinde mit 179 Einwohnern (Stand: 1. Januar 2022) im französischen Département Ardennes in der Region Grand Est (bis 2015 Champagne-Ardenne). Sie gehört zum Arrondissement Vouziers, zum Kanton Attigny und zum Gemeindeverband Crêtes Préardennaises.

## Geographie
Die Gemeinde liegt am Fluss Saint-Lambert, sie besteht aus den Dörfern Saint-Loup-aux-Bois, Le Terme und Les Normands sowie einigen Weilern und Einzelhöfen. Nachbargemeinden sind Mazerny im Norden, Baâlons im Nordosten, Bouvellemont im Osten, Jonval und Tourteron im Südosten, Guincourt im Süden, Écordal im Südwesten, Chesnois-Auboncourt im Westen sowie Wignicourt im Nordwesten.

## Geschichte
Die heutige Gemeinde entstand im Jahr 1828 durch den Zusammenschluss der Gemeinden Saint-Loup-aux-Bois und Terrier.

## Bevölkerungsentwicklung
| Jahr                       | 1962 | 1968 | 1975 | 1982 | 1990 | 1999 | 2006 | 2013 | 2019 |
| -------------------------- | ---- | ---- | ---- | ---- | ---- | ---- | ---- | ---- | ---- |
| Einwohner                  | 218  | 203  | 166  | 156  | 167  | 154  | 160  | 170  | 182  |
| Quellen: Cassini und INSEE |      |      |      |      |      |      |      |      |      |

## Sehenswürdigkeiten

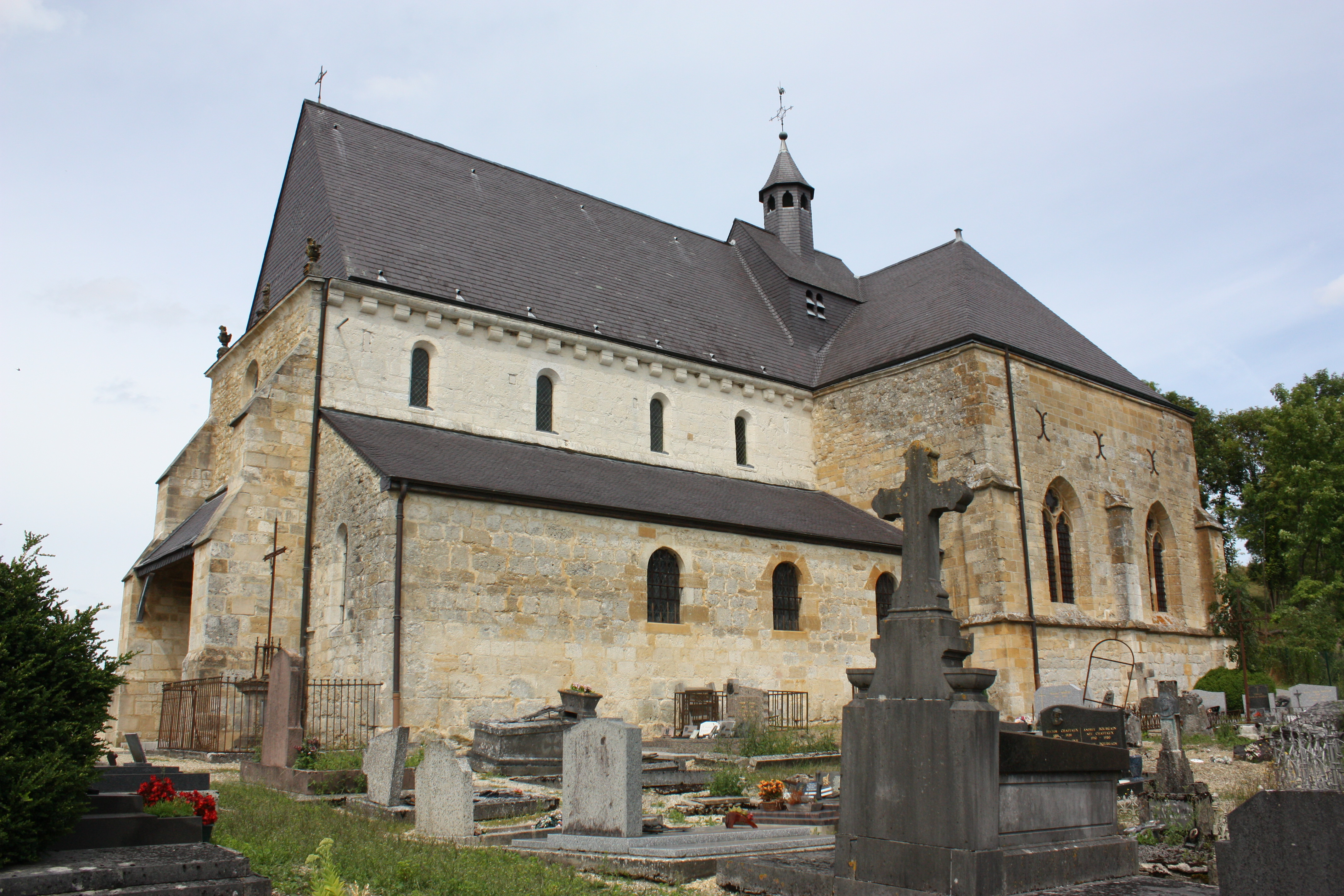
Kirche Saint-Loup

- Kirche Saint-Loup mit Fresken und einem Gewölbe aus dem 16. Jahrhundert (für den Besucher unzugänglich), Monument historique seit 1984[1]

## Persönlichkeiten
- Heinrich de Briquemault (1620–1692), Generalleutnant und Gouverneur von Lippstadt